# Антика (Фрозиноне)
Антика је насеље у Италији у округу Фрозиноне, региону Лацио.
Према процени из 2011. у насељу је живело 85 становника. Насеље се налази на надморској висини од 491 м.